# Miętkie (Varmia y Masuria)
Miętkie [pronunciación en polaco: /ˈmjɛntkʲɛ/] (en alemán: Mingfen) es un pueblo en el distrito administrativo de Gmina Dźwierzuty, dentro del Distrito de Szczytno, Voivodato de Varmia y Masuria, en el norte de Polonia. Se encuentra aproximadamente 12 kilómetros al sudeste de Dźwierzuty, 14 kilómetros al noreste de Szczytno, y 42 kilómetros al este de la capital regional, Olsztyn.
Hasta 1945 el área era parte de Alemania (Prusia Oriental).